# Килладайсарт
Килладайсарт (англ. Kildysart; ирл. Cill an Dísirt) — деревня в Ирландии, находится в графстве Клэр (провинция Манстер).

## Демография
Население — 311 человек (по переписи 2006 года). В 2002 году население составляло 271 человек. 
Данные переписи 2006 года:
| Общие демографические показатели |               |                               |                               |      |      |
| Всё население                    | Всё население | Изменения населения 2002—2006 | Изменения населения 2002—2006 | 2006 | 2006 |
| 2002                             | 2006          | чел.                          | %                             | муж. | жен. |
| 271                              | 311           | 40                            | 14,8                          | 154  | 157  |